# Mirjam Puchner
Mirjam Puchner (ur. 18 maja 1992 w Schwarzach im Pongau) – austriacka narciarka alpejska, specjalizująca się w konkurencjach szybkościowych, wicemistrzyni olimpijska i wicemistrzyni świata.

## Kariera
Po raz pierwszy na arenie międzynarodowej zaprezentowała się 6 grudnia 2007 roku podczas zawodów FIS Race w austriackim Gosau. Zajęła wtedy 55. miejsce w slalomie gigancie. W 2011 roku wystartowała na mistrzostwach świata juniorów w Crans-Montana, gdzie jej najlepszym wynikiem było 13. miejsce w supergigancie. Rok później, podczas mistrzostw świata juniorów w Roccaraso najlepszy wynik zanotowała w slalomie gigancie zajmując 8. miejsce. Najlepszy wynik w tej kategorii wiekowej osiągnęła na mistrzostwach świata juniorów w Quebeku w 2013 roku, gdzie zajęła 7. miejsce w superkombinacji.
W Pucharze Świata zadebiutowała 12 stycznia 2013 roku w austriackim St. Anton, gdzie zajęła 47. miejsce w zjeździe. Pierwsze pucharowe punkty zdobyła blisko rok później, 21 grudnia 2013 roku we francuskim Val d’Isère, zajmując 29. pozycję w zjeździe. 16 marca 2016 roku stanęła na najwyższym stopniu podium w tej samej konkurencji, wygrywając w szwajcarskim Sankt Moritz podczas rozgrywanych w tej miejscowości finałów PŚ. Wyprzedziła wtedy Szwajcarkę Fabienne Suter i Włoszkę Elenę Curtoni.
Na mistrzostwach świata w Cortina d’Ampezzo w 2021 roku zajęła jedenaste miejsce w zjeździe. Podczas rozgrywanych rok później igrzysk olimpijskich w Pekinie wywalczyła srebrny medal w supergigancie. Rozdzieliła tam dwie Szwajcarki: Larę Gut-Behrami i Michelle Gisin. Cztery dni później zajęła ósme miejsce w zjeździe. Blisko medalu była na mistrzostwach świata w Courchevel/Méribel w 2023 roku, gdzie zajęła czwarte miejsce w zjeździe. Walkę o podium przegrała tam ze Szwajcarką Corinne Suter o 0,25 sekundy. Podczas mistrzostw świata w Saalbach w 2025 roku zdobyła srebrny medal w zjeździe. Uplasowała się tam za Breezy Johnson z USA a przed Czeszką Ester Ledecką.
Jej starszy brat, Joachim, również uprawiał narciarstwo alpejskie.

## Osiągnięcia

### Igrzyska olimpijskie
| Miejsce | Dzień     | Rok  | Miejscowość | Konkurencja | Czas biegu | Strata | Zwyciężczyni     |
| ------- | --------- | ---- | ----------- | ----------- | ---------- | ------ | ---------------- |
| 2.      | 11 lutego | 2022 | Pekin       | Supergigant | 1:13,51    | +0,22  | Lara Gut-Behrami |
| 8.      | 15 lutego | 2022 | Pekin       | Zjazd       | 1:31,87    | +1,58  | Corinne Suter    |

### Mistrzostwa świata
| Miejsce | Dzień     | Rok  | Miejscowość        | Konkurencja | Czas biegu | Strata | Zwyciężczyni   |
| ------- | --------- | ---- | ------------------ | ----------- | ---------- | ------ | -------------- |
| 11.     | 13 lutego | 2021 | Cortina d’Ampezzo  | Zjazd       | 1:34,27    | +1,02  | Corinne Suter  |
| 19.     | 8 lutego  | 2023 | Courchevel/Méribel | Supergigant | 1:28,06    | +1,53  | Marta Bassino  |
| 4.      | 11 lutego | 2023 | Courchevel/Méribel | Zjazd       | 1:28,03    | +0,37  | Jasmine Flury  |
| 2.      | 6 lutego  | 2025 | Saalbach           | Zjazd       | 1:41,29    | +0,15  | Breezy Johnson |

### Mistrzostwa świata juniorów
| Miejsce | Dzień     | Rok  | Miejscowość   | Konkurencja | Czas biegu | Strata | Zwyciężczyni            |
| ------- | --------- | ---- | ------------- | ----------- | ---------- | ------ | ----------------------- |
| 18.     | 1 lutego  | 2011 | Crans-Montana | Zjazd       | 1:32,11    | +2,25  | Lotte Smiseth Sejersted |
| DNF1    | 2 lutego  | 2011 | Crans-Montana | Gigant      | 2:28,27    | -      | Sara Hector             |
| DNS1    | 3 lutego  | 2011 | Crans-Montana | Slalom      | 1:40,32    | -      | Jessica Depauli         |
| 13.     | 5 lutego  | 2011 | Crans-Montana | Supergigant | 1:28,23    | +1,68  | Elena Curtoni           |
| 24.     | 1 marca   | 2012 | Roccaraso     | Slalom      | 1:41,19    | +10,83 | Stephanie Brunner       |
| 8.      | 3 marca   | 2012 | Roccaraso     | Gigant      | 2:40,02    | +1,25  | Ragnhild Mowinckel      |
| 21.     | 5 marca   | 2012 | Roccaraso     | Supergigant | 1:06,99    | +1,25  | Annie Winquist          |
| 8.      | 8 marca   | 2012 | Roccaraso     | Kombinacja  | 3,66 pkt   | -      | Ragnhild Mowinckel      |
| 22.     | 21 lutego | 2013 | Québec        | Slalom      | 1:52,10    | +9,26  | Magdalena Fjällström    |
| 2.      | 22 lutego | 2013 | Québec        | Gigant      | 2:22,23    | +2,54  | Lisa-Maria Zeller       |
| 17.     | 24 lutego | 2013 | Québec        | Supergigant | 1:00,89    | +1,80  | Stephanie Venier        |
| 13.     | 26 lutego | 2013 | Québec        | Zjazd       | 1:11,18    | +1,05  | Jennifer Piot           |
| 7.      | 26 lutego | 2013 | Québec        | Kombinacja  | ?          | -      | Ragnhild Mowinckel      |

### Puchar Świata

#### Miejsca w klasyfikacji generalnej
- sezon 2013/2014: 94.
- sezon 2014/2015: 47.
- sezon 2015/2016: 34.
- sezon 2016/2017: 49.
- sezon 2018/2019: 37.
- sezon 2019/2020: 59.
- sezon 2020/2021: 41.
- sezon 2021/2022: 16.
- sezon 2022/2023: 19.
- sezon 2023/2024: 15.
- sezon 2024/2025:

#### Miejsca na podium w zawodach
1. Sankt Moritz – 16 marca 2016 (zjazd) – 1. miejsce
2. Soldeu – 13 marca 2019 (zjazd) – 1. miejsce
3. Lake Louise – 3 grudnia 2021 (zjazd) – 3. miejsce
4. Lake Louise – 5 grudnia 2021 (supergigant) – 3. miejsce
5. Val d’Isère – 18 grudnia 2021 (zjazd) – 3. miejsce
6. Altenmarkt-Zauchensee – 13 stycznia 2024 (zjazd) – 3. miejsce
7. Zauchensee – 14 stycznia 2024 (supergigant) – 3. miejsce
8. Kvitfjell – 2 marca 2024 (supergigant) – 3. miejsce